# Almerhorn
Das Almerhorn ist mit 2986 m ü. A. Höhe der östlichste Gipfel der Rieserfernergruppe und liegt nahe der österreichisch-italienischen Grenze (Staller Sattel) in Osttirol zwischen dem Patscher Tal und dem Staller Tal beziehungsweise dem Antholzer Tal. Nachbargipfel sind das Große und Kleine Mandl sowie die Ohrenspitzen, von denen das Almerhorn durch die Jägerscharte getrennt ist. Das Gipfelkreuz wurde von der Katholischen Lehrerschaft Osttirols errichtet.

## Anstiegsmöglichkeiten
Der Anstieg auf das Almerhorn kann von zwei Seiten erfolgen. Eine Anstiegsmöglichkeit führt durch das Patscher Tal zur Barmer Hütte (2610 m). Von der Hütte verläuft der markierte Anstieg unterhalb der Ohrenspitzen zunächst absteigend nach Südosten. Danach steigt der Weg über Blockhalden wieder an und überquert den Almerkees entlang von Steinmännern zur Jägerscharte. Von der Jägerscharte führt ein kurzer Anstieg auf das Almerhorn.
Das auf dem Weg von der Barmer Hütte zum Almerhorn gelegene Almerkees ist ein Paradebeispiel für den Klimawandel. War dieses Gletscherfeld noch in den 1980er Jahren markanter Bestandteil der östlichen Rieserfernergruppe, so ist dieses heute im Sommer, bis auf geringe Restflächen, faktisch verschwunden. Zutage treten an dieser Stelle im Sommer nur noch weite Blockhalden.
Eine weitere Anstiegsmöglichkeit hat als Ausgangspunkt den Obersee (2016 m) am Staller Sattel. Von der Oberseehütte führt der markierte Weg über einen eingefurchten Steig zum Kamm-Gedenkkreuz. Danach verläuft der Steig weiter in Kehren bergauf und bietet lange Sicht auf den Antholzer See. Nach grünen Hügeln muss eine steile Halde in Serpentinen erstiegen werden, bis ein flacher Tümpel folgt. Danach führt der Weg links über einen Blockrücken aufwärts. Eine Abzweigung führt hier zum Großen Mandl. Nach einem Blockkessel führt der Weg links am Rande eines Steilhanges hoch zur Jägerscharte, wobei der Felssteig durch Eisenstifte und Seile gesichert ist.